# Celestis
Celestis – przedsiębiorstwo oferujące usługi „kosmicznych pogrzebów” - wystrzeliwania prochów zmarłych w przestrzeń kosmiczną lub ciał zmarłych w celu kremacji w kosmosie. Podlega firmie Space Services Incorporated. Celestis wykupuje przestrzeń ładunkową rakiet kosmicznych (orbitalnych i suborbitalnych), gdzie umieszcza szczątki wielu ludzi jednocześnie.

## Loty
| Data i czas startu (GMT) | Rakieta      | Nazwa lotu   | Typ lotu                  | Prochy znanych osób | Uwagi |
| ------------------------ | ------------ | ------------ | ------------------------- | --- | --- |
| 21 kwietnia 1997, 11:59  | Pegasus-XL   | Founders     | Niska orbita okołoziemska | Beauford Franklin, naukowiec Gene Roddenberry, pisarz Gerard O’Neill, fizyk Krafft Ehricke, naukowiec Timothy Leary, psycholog, pisarz | Osiągnął orbitę okołoziemską; Spłonął 20 maja 2002 |
| 7 stycznia 1998, 02:29   | Atena        | Luna-01      | Księżyc                   | Eugene Merle Shoemaker, astronom | Połączony z Lunar Prospector Uderzył w Księżyc 31 lipca 1999 |
| 10 lutego 1998, 13:20    | Taurus       | Ad Astra     |                           | | Nadal na orbicie |
| 21 grudnia 1999, 07:13   | Taurus       | Millennial   |                           | Charles Oren Bennett, ilustrator | Nadal na orbicie |
| 21 września 2001, 18:49  | Taurus       | Odyssey      |                           | | Nie osiągnął orbity |
| 28 kwietnia 2007, 14:56  | SpaceLoft XL | Legacy       | Earthrise (suborbitalny)  | Gordon Cooper, astronauta James Doohan, aktor z Star Treka                                                                             | Osiągnął górną granicę atmosfery i powrócił na Ziemię |
| 3 sierpnia 2008, 03:34   | Falcon 1     | Explorers    |                           | Gordon Cooper, astronauta James Doohan, aktor z Star Treka                                                                             | Nie osiągnął orbity |
| 2 maja 2009, 14:00       | SpaceLoft XL | Discovery    | Earthrise(suborbitalny)   | Ralph White, badacz | Nie dotarł w kosmos |
| 4 maja 2010, 12:41       | SpaceLoft XL | Pioneer      | Earthrise(suborbitalny)   | Ralph White, badacz | Lot udany |
| 20 maja 2011, 13:21      | SpaceLoft XL | Goddard      | Earthrise (suborbitalny)  | | Lot udany |
| 22 maja 2012, 07:44      | Falcon 9     | New Frontier | Niska orbita okołoziemska | Gordon Cooper, astronauta James Doohan, aktor z Star Treka                                                                             | Osiągnął orbitę, prochy umieszczono wewnątrz zbiornika umieszczonego na 2. stopniu Falcona 9. Prawdopodobnie za rok spłoną w atmosferze Wyniesiono prochy 308 osób (1 g na osobę). |